# Eegje Schoo
Eegje Marjolijn Schoo (ur. 10 czerwca 1944 w Amsterdamie) – holenderska polityk, pedagog i samorządowiec, deputowana, w latach 1982–1986 minister.

## Życiorys
Kształciła się w kolegium nauczycielskim w Amsterdamie, następnie studiowała pedagogikę na Uniwersytecie Amsterdamskim. Pracowała jako pedagog w szkole podstawowej dla dzieci niesłyszących, następnie była zatrudniona w instytucji Landelijke Pedagogische Centra, zajmującej się doradztwem na rzecz poprawy edukacji. Zaangażowała się w działalność polityczną w ramach Partii Ludowej na rzecz Wolności i Demokracji. Była radną prowincji Holandia Północna (1975–1977) i radną miejską w Amsterdamie (1977–1982).
W latach 1981–1982 przewodniczyła Emancipatieraad, radzie do spraw emancypacji. Od listopada 1982 do lipca 1986 zajmowała stanowisko ministra bez teki do spraw współpracy rozwojowej w rządzie Ruuda Lubbersa. W latach 1986–1987 sprawowała mandat posłanki do Tweede Kamer, niższej izby Stanów Generalnych. Później do 1991 pełniła funkcję ambasadora Holandii w Indiach. Założyła następnie fundację na rzecz wymiany kulturalnej między Holandią a Indiami. W latach 90. zajmowała się działalnością konsultingową. W latach 1998–2006 członkini Adviesraad Internationale Vraagstukken, rady doradczej do spraw współpracy rozwojowej.
Odznaczona Orderem Lwa Niderlandzkiego klasy III (1986). Jej mąż Arie Pais również pełnił funkcję ministra.